# Mesocyparis
Mesocyparis — викопний рід хвойних рослин родини кипарисові (Cupressaceae). Рід існував у кінці крейдяного періоду та на початку палеоцену. Скам'янілі відбитки представників роду знайдені в Канаді, США та на сході Росії.

## Види
- Mesocyparis borealis
- Mesocyparis rosanovii
- Mesocyparis umbonata